# Tàu điện ngầm Thành phố New York
Tàu điện ngầm Thành phố New York (tiếng Anh: New York City Subway) là một hệ thống vận chuyển nhanh do thành phố New York làm chủ và được Cơ quan Thẩm quyền Trung chuyển Thành phố New York thuê mướn, đây là đơn vị trực thuộc của Metropolitan Transportation Authority và cũng được biết đến như là MTA New York City Transit. Nó là một trong những hệ thống giao thông lâu đời nhất và lớn nhất nào trên thế giới, với 468 trạm vào hoạt động (hay 423 trạm độc lập, nếu các trạm gần nhau được nối bằng đường đi bộ được tính là một trạm duy nhất).. Toàn tuyến có chiều dài là 209 dặm (337 km), tương đương với 656 dặm (1.056 km) có doanh thu, và 842 dặm (1.355 km) không có doanh thu. Trong năm 2012, tuyến tàu điện ngầm này đã vận chuyển được 1,65 tỷ lượt người, trung bình 5,4 triệu lượt vào ngày thường, 3,2 triệu lượt vào thứ Bảy, và 2.5 triệu vào chủ nhật .
Hệ thống tàu điện ngầm New York City là hệ thống đường sắt bận rộn thứ năm thế giới, sau hệ thống vận chuyển nhanh của Tokyo, Moskva, Seoul và Bắc Kinh. Tuy nhiên nó vẫn là hệ thống bận rộn nhất ở Tây Bán Cầu.

## Tuyến và dịch vụ

### Danh pháp
| Tuyến chính                     | Màu                  | Pantone    | Hệ thập lục phân | Dịch vụ                                        |
| ------------------------------- | -------------------- | ---------- | ---------------- | ---------------------------------------------- |
| Tuyến IND Đại lộ thứ 8          | Xanh dương sống động | PMS 286    | #2850ad          |                                                |
| Tuyến IND Đại lộ thứ 6          | Da cam sáng          | PMS 165    | #ff6319          |                                                |
| Tuyến IND Crosstown             | Xanh lá cây chanh    | PMS 376    | #6cbe45          | Tàu "G"                                        |
| Tuyến BMT Canarsie              | Xám dá bảng nhạt     | 50% black  | #a7a9ac          | Tàu "L"                                        |
| Tuyến BMT Đường phố Nassau      | Nâu "terracotta"     | PMS 154    | #996633          |                                                |
| Tuyến BMT Broadway              | Vàng hướng dương     | PMS 116    | #fccc0a          |                                                |
| Tuyến IRT Broadway–Đại lộ thứ 7 | Đỏ cà chua           | PMS 185    | #ee352e          |                                                |
| Tuyến IRT Đại lộ Lexington      | Xanh lá cây táo tây  | PMS 355    | #00933c          | Tàu "4" · Tàu "5" · Tàu "6" · Tàu tốc hành "6" |
| Tuyến IRT Flushing              | Mâm xôi              | PMS Purple | #b933ad          |                                                |
| Tuyến IND Đại lộ thứ 2          | Ngọc lam             | PMS 638    | #00add0          | Tàu "T"                                        |
| Con thoi                        | Xám dá bảng đen      | 70% black  | #808183          | Con thoi                                       |